# گمینا توپولکا
گمینا توپولکا (به لهستانی:  Gmina Topólka) یک گمینا در لهستان است که در شهرستان راجیوف واقع شده‌است. گمینا توپولکا ۱۰۲٫۹۲ کیلومتر مربع مساحت و ۵٬۰۴۸ نفر جمعیت دارد.